# Mioscarta
Mioscarta is een geslacht van halfvleugeligen uit de familie schuimcicaden (Cercopidae). De wetenschappelijke naam van dit geslacht is voor het eerst geldig gepubliceerd in 1901 door Breddin.

## Soorten
Het geslacht Mioscarta omvat de volgende soorten:
- Mioscarta basilana Jacobi, 1927
- Mioscarta bipars (Walker, 1870)
- Mioscarta ferruginea (Walker, 1851)
- Mioscarta flavobasalis Jacobi, 1927
- Mioscarta forcipata Breddin, 1901
- Mioscarta incerta Schmidt, 1927
- Mioscarta lutea Schmidt, 1925
- Mioscarta melichari Breddin, 1902
- Mioscarta metcalfi Lallemand & Synave, 1953
- Mioscarta obscuripennis Schmidt, 1920
- Mioscarta pallida Lallemand, 1927
- Mioscarta rubens Schmidt, 1909
- Mioscarta semperi Jacobi, 1905